# Роб Вільямс
Роб Вільямс  (англ. Rob Williams; 21 січня 1985) — британський веслувальник, олімпійський медаліст.

## Виступи на Олімпіадах
| Олімпіада   | Дисципліна                              | Місце |
| ----------- | --------------------------------------- | ----- |
| Лондон 2012 | легка четвірка розстібна без стернового | 2     |

## Зовнішні посилання
- Досьє на sport.references.com